# Ferroelectricitat
La ferroelectricitat és una propietat empírica de materials dielèctrics no centrosimètrics, que tenen com a mínim dos estats d'orientació enantiomorfs termodinàmicament estables, que poden ser intercanviats d'un a l'altre per influència d'un camp elèctric extern i l'única diferència és la direcció del vector de polarització. L'efecte físic observable és que el material presenta una polarització després que es retira el camp elèctric. Es pot explicar en funció d'una alimentació residual de dipols permanents. Un exemple és el titanat de bari. Els materials que retenen una polarització neta, un cop retirat el camp, es coneixen com a materials ferroelèctrics.

## Polarització

Polarització dielètrica

Polarització paraelèctrica

Polarització ferroelèctrica

La majoria dels materials es polaritzen linearment per un camp elèctric extern; les no linearitats són insignificants. Això es diu polarització dielèctrica (vegeu el gràfic). Alguns materials, coneguts com a materials paraelèctrics, mostren una polarització no linear més pronunciada (vegeu el gràfic). La permitivitat elèctrica, que correspon al pendent de la corba de polarització, és així una funció del camp elèctric extern. A més de no ser linear, els materials ferrolèctrics mostren una polarització espontània de camp elèctric zero. Aquests materials s'anomenen piroelèctrics. La característica distintiva dels ferroelèctrics és que la direcció de la polarització espontània pot ser revertida per un camp elèctric aplicat donant un bucle amb histèresi.
Típicament, els materials mostren ferroelectricitat només sota una certa temperatura de transició de fase, que s'anomena temperatura de Curie, Tc, i són paraelèctrics per sobre d'aquesta temperatura.